# علی ارسن دورو
علی ارسن دورو (انگلیسی: Ali Ersan Duru؛ زادهٔ ۱۹ سپتامبر ۱۹۸۴) بازیگر اهل ترکیه است. وی از سال ۲۰۱۰ میلادی تاکنون مشغول فعالیت بوده‌است.
از فیلم‌ها یا برنامه‌های تلویزیونی که وی در آن نقش داشته‌است می‌توان به قیام ارطغرل اشاره کرد.